# Frederick William Stevens

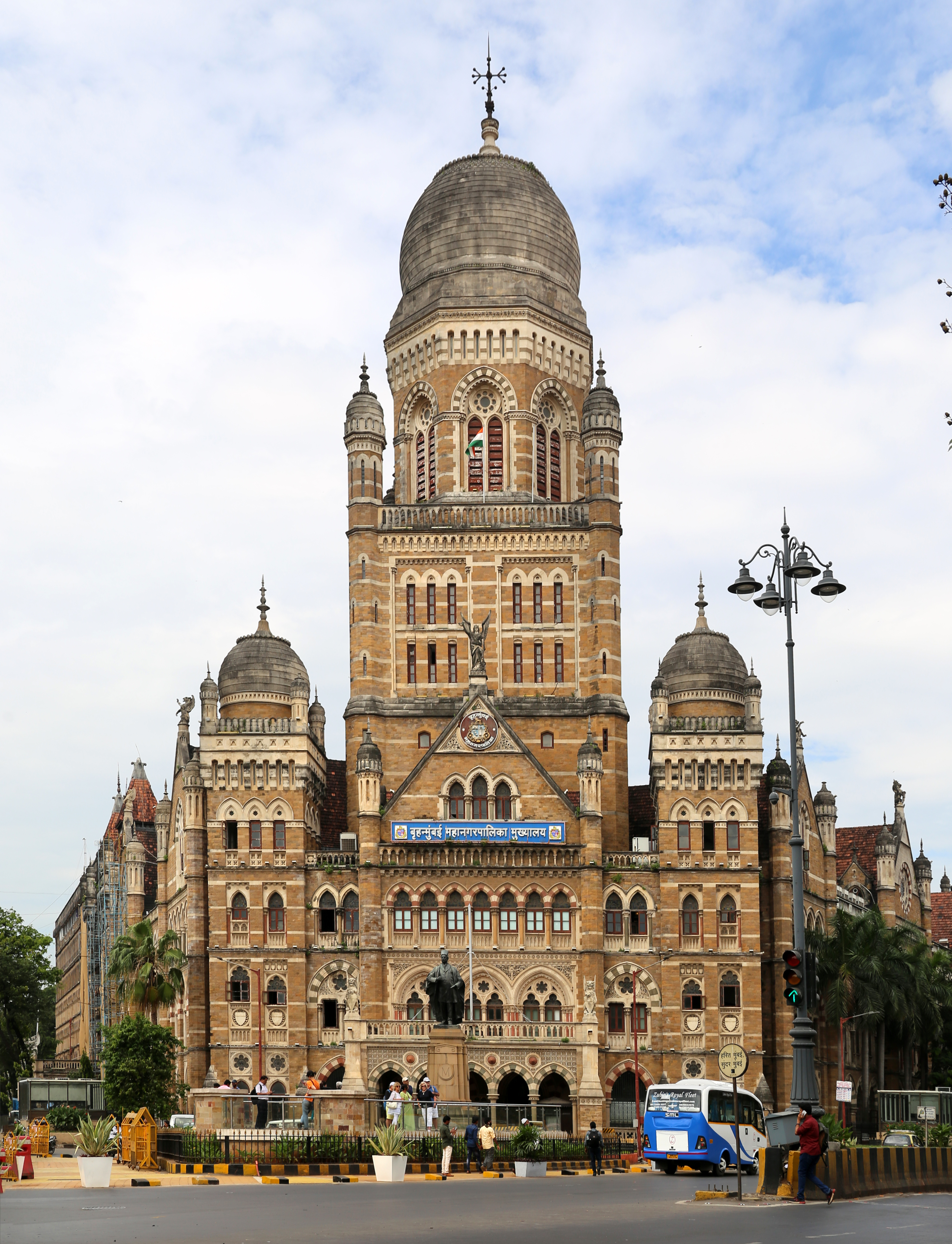
Das Rathaus Mumbais, Municipal Corporation Building

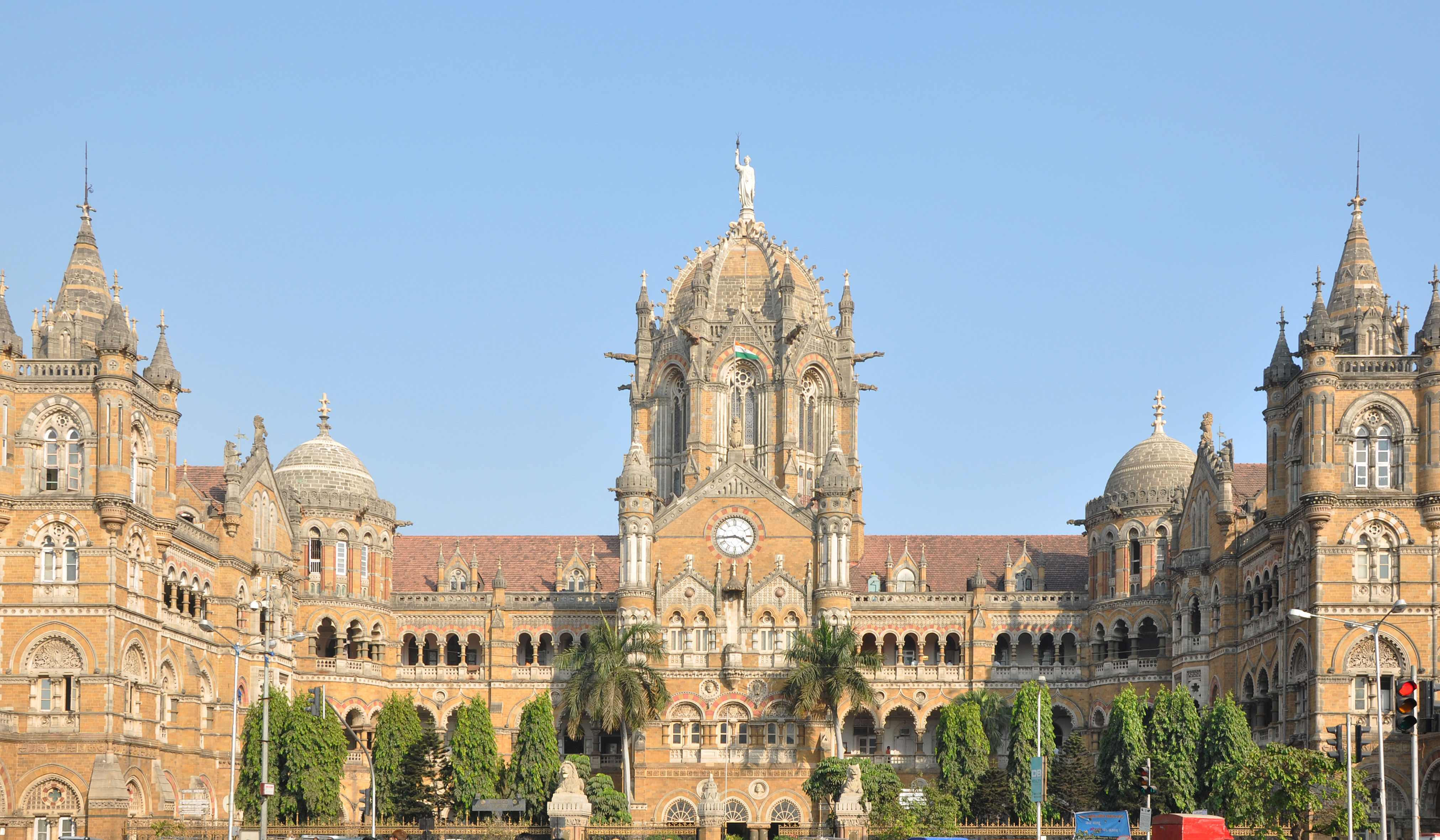
Das Bahnhofsgebäude von Mumbai

Frederick William Stevens (* 11. November 1847 im Vereinigten Königreich; † 3. März 1900). Zu seiner Lebzeit war er ein britischer Angestellter, der in Indien als Architekt arbeitete. Seine berühmtesten Bauten waren der Chhatrapati Shivaji Terminus, der im Jahr 1888 erbaute Bahnhof von Mumbai, sowie das 1893 eröffnete Rathaus der Metropole.
Sein Sohn Charles Frederick Stevens war ebenfalls Architekt.